# PFK Levski Sofia
El PFK Levski Sofia és un club de futbol búlgar de la ciutat de Sofia. És el segon club més important, pel que fa a títols, del país, amb més de 50 lligues i copes. És l'únic equip que mai ha baixat a la segona divisió.

## Història
L'Sport Club Levski va ser fundat el 1911 per un grup d'estudiants de Sofia, on el futbol era l'esport més important. El club es registrà oficialment el 24 de maig de 1914. El nom del club fou escollit en honor del llibertador búlgar Vassil Levski. Els colors inicials del club van ser el vermell i el groc, canviat el 1920 pel color blau.
Guanyà 4 cops la Copa de la ciutat de Sofia (1926, 1930, 1931, 1932) i el campionat búlgar per primer cop el 1933. L'any 1929 es convertí en el primer club semi-professional del país. Abans de la Guerra Mundial jugadors destacats al club foren Asen Peshev, Asen Panchev, Nikola Dimitrov, Petar Ivanov, Vasil Spasov, Borislav Tsvetkov i Lyubomir Aldev.
Acabada la guerra el Levski se situà el capdamunt del futbol búlgar després de guanyar les lligues de 1946, 1947, 1949, 1950 i 1953. Jugadors destacats després de la Segona Guerra Mundial van ser Gueorgui Asparuhov, Gueorgui Sokolov, Biser Mihailov, Kiril Ivkov, Ivan Vutsov, Stefan Aladzhov, Alexandar Kostov, Stefan Abadzhiev, Dimo Pechenikov i Hristo Iliev. Durant aquests anys també va canviar de nom diverses vegades. L'evolució del nom del club va ser:
- 1914: Levski Sofia
- 1949: Dinamo Sofia
- 1957: Levski Sofia
- 1969: fusió amb el FD Spartak Sofia en DFS Levski-Spartak Sofia
- 1985: es revoca la fusió, FK Vitosha Sofia, adoptat per decisió governamental arran els incidents en un partit de la Copa enfront del CSKA Sofia (qui també fou reanomenat)
- 1989: Levski Sofia

## Palmarès
- Lliga búlgara de futbol (26): 1933, 1937, 1942, 1946, 1947, 1949, 1950, 1953, 1965, 1968, 1970, 1974, 1977, 1979, 1984, 1985, 1988, 1993, 1994, 1995, 2000, 2001, 2002, 2006, 2007, 2009
- Copa búlgara de futbol (26): 1942, 1946, 1947, 1949, 1950, 1956, 1957, 1959, 1967, 1970, 1971, 1976, 1977, 1979, 1982, 1984, 1986, 1991, 1992, 1994, 1998, 2000, 2002, 2003, 2005, 2007
- Supercopa búlgara de futbol (3): 2005, 2007, 2009
- Copa de l'Exèrcit Soviètic (no oficial) (3): 1984, 1987, 1988
- Copa Ulpia Serdika (Copa de la ciutat de Sofia) (4): 1926, 1930, 1931, 1932

## Entrenadors destacats
| - Ivan Radoev - Dimitar Mutafchiev - Gueorgui Pachedziev - Rudolf Vitlacil - Krasimir Chakarov - Yordan Arsov |  | - Ivan Vutsov - Dobromir Zhechev - Vasil Metodiev - Kiril Ivkov - Pavel Panov - Gueorgui Vasilev |  | - Vyacheslav Grozny - Vladimir Fedotov - Ljupko Petrović - Dimitar Dimitrov - Rudiger Abramczik - Slavoljub Muslin - Stanimir Stoilov |

## Futbolistes destacats
| 1960s - Stefan Abadzjiev - Gueorgui Sokolov † 1970s - Gueorgui Asparuhov † - Kiril Ivkov - Aleksàndar Kostov - Nikola Kotkov † - Biser Mihaylov - Kiril Milanov |  | 1980s - Stefan Aladzhov - Nikolay Iliev - Bozhidar Iskrenov - Borislav Mikhailov - Pavel Panov - Emil Spasov - Mihail Valchev - Voyn Voynov 1990s - Plamen Getov - Marian Hristov - Petar Hubtchev - Zdravko Zdravkov - Plamen Nikolov - Vladko Shalamanov - Nasko Sirakov - Zlatko Yankov |  | 2000s - Aleksàndar Aleksàndrov - Gueorgui Ivanov - Dimitar Ivankov - Vladislav Radímov - Njogu Demba-Nyrén - Stanislav Angelov - Nikolay Mikhailov - Elin Topuzakov - Hristo Yovov - Dimitar Telkiyski - Emil Angelov - Milan Koprivarov - Cedric Bardon - Richard Eromoigbe - Daniel Borimirov - Igor Tomašić - Valeri Domòvtxiski |